# Kolur, Sagar
Kolur là một làng thuộc tehsil Sagar, huyện Shimoga, bang Karnataka, Ấn Độ.